# Stato di necessità (album)
Stato di necessità è il quarto album in studio della cantautrice italiana Carmen Consoli, pubblicato nel 2000.
È il disco di maggior successo commerciale della cantautrice, definito nel 2010 dal Corriere della Sera come uno dei 10 dischi italiani del decennio 2000-2009, Carmen Consoli essendo l'unica cantante femminile della classifica. L'album ha venduto oltre 300 000 copie. Il brano L'ultimo bacio, vincitore di un Nastro d'argento come miglior canzone originale (presente nell'omonimo film di Gabriele Muccino) è stato uno dei singoli di maggior successo del 2000 e in generale uno dei brani più celebri di Carmen Consoli. Anche i singoli In bianco e nero (presentato a Sanremo 2000) e Parole di burro hanno riscosso un ottimo successo radiofonico.

## Descrizione
Prodotto come i precedenti da Francesco Virlinzi, il disco è stato registrato da Maurizio Nicotra al Waterbird Studio di Catania, esclusi gli archi registrati a Roma da Fabio Patrignani. Il missaggio è stato fatto presso il Fonoprint di Bologna da Fabrizio Simoncioni.
Il sound di questo disco si distacca dal rock del precedente Mediamente isterica (1998) e si addolcisce grazie all'entrata in gioco degli archi dell'Orchestra di Roma, diretta dal maestro Paolo Buonvino.
Il brano In bianco e nero, dedicato dalla cantautrice alla madre, è stato presentato al Festival di Sanremo del 2000 e si è classificato settimo.

## Tracce
Testi e musiche di Carmen Consoli, eccetto dove indicato.
1. Bambina impertinente – 3:37 (Carmen Consoli, Massimo Roccaforte)
2. Stato di necessità – 4:10
3. Parole di burro – 4:04
4. Novembre '99 (L'isola del tesoro) – 3:49
5. In bianco e nero – 3:36
6. L'ultimo bacio – 3:24
7. Il sultano (della Kianca) – 4:02
8. Amado señor – 3:33
9. L'epilogo – 3:58
10. Orfeo – 4:18
11. Equilibrio precario – 3:57 (musica: Carmen Consoli, Massimo Roccaforte)
12. Non volermi male – 26:20 – Include la versione in presa diretta della traccia 10 come traccia fantasma

Durata totale: 68:48

## Formazione
- Carmen Consoli – voce, basso, shaker, chitarra acustica, chitarra elettrica, mandolino, sintetizzatore
- Massimo Roccaforte – chitarra acustica, cori, chitarra elettrica, sintetizzatore, pianoforte, Fender Rhodes, mandolino
- Santi Pulvirenti – chitarra elettrica
- Enzo Ruggiero – basso
- Enzo Di Vita – batteria

Altri musicisti
- Salvo Cantone – basso in Novembre '99, In bianco e nero, Il sultano (della kianca), Equilibrio precario
- Salvo Di Stefano – chitarra elettrica in Parole di burro, Novembre '99, Amado señor;  chitarra acustica in L'ultimo bacio; cori in In bianco e nero
- Puccio Panettieri – batteria in Parole di burro,  L'Epilogo, Orfeo
- Gionata Colaprisca – percussioni
- Adriano Murania – violino, viola
- Gianni Attardo – tromba
- Antonio Caldarella – trombone
- Nino Sortino – sassofono tenore
- Umberto Di Pietro – sassofono contralto
- Maurizio Nicotra – clarinetto, pianoforte

## Classifiche
| Classifica (2000) | Posizione |
| ----------------- | --------- |
| Italia            | 7         |